# 納谷廣美
納谷 廣美（なや ひろみ、1939年8月15日 - ）は、日本の法学者。専門は民事訴訟法。明治大学名誉教授。元明治大学学長。学内外に於いて各種委員、理事を歴任。弁護士。北海道出身。
有名私大の東京郊外へのキャンパス移転が相次ぐ中、「都市型大学宣言」を出し、また、一般入試受験者数で日本一の人気大学に押し上げるなど、明大中興の祖と言われる。

## 略歴
- 1958年、北海道旭川東高等学校卒業
- 1962年、明治大学法学部卒業[1]、司法試験第二次試験合格
- 1966年、東京大学大学院法学政治学研究科修士課程修了。
- 1966年、司法修習生20期（同期に日弁連副会長林伸豪や検事総長松尾邦弘）。
- 1968年、弁護士（第一東京弁護士会）、明治大学法学部専任助手。
- 1970年、明治大学法学部専任講師。
- 1974年、明治大学法学部専任助教授。
- 1980年、明治大学法学部教授、法学部長。
- 2004年4月、明治大学法科大学院教授。総長兼学長に就任。大学基準協会会長、理事、評議員、日本私立大学連盟常務理事、日本私立大学団体連合会公費助成委員会委員、私立大学退職金財団理事、日弁連法務研究財団評議員、法科大学院協会副理事長、民事訴訟法学会理事、早稲田大学非常勤講師を歴任。
- 2005年、総長制廃止により明治大学学長に就任。
- 2009年3月、日本私立大学連盟副会長
- 2009年7月、フランス共和国政府より、国家功労勲章オフィシエ受章[2]
- 2012年3月、任期満了に伴い明治大学学長退任
- 2012年4月、明治大学学事顧問
- 2012年5月、明治大学名誉教授
- 2017年4月、瑞宝重光章受章[3][4]

## 著書
- 『民事訴訟法 事例式演習教室』勁草書房　1987
- 『民事訴訟法』創成社　1997
- 『講義・民事訴訟法』創成社　2004

## 共編著
- 『民事訴訟法』編著　八千代出版　1994
- 『現代破産法』編著　八千代出版　1995
- 『現代法学』桜井昭平共編著　八千代出版　1996
- 『戦後の司法制度改革 その軌跡と成果』高地茂世,中村義幸,芳賀雅顯共著　成文堂　2007　明治大学社会科学研究所叢書

## 翻訳
- アルフレッド・オプラー『日本占領と法制改革 GHQ担当者の回顧』高地茂世共訳　日本評論社　1990
- 『GHQ日本占領史 第14巻　法制・司法制度の改革』日本図書センター　1996